# Фёдоров, Пётр Александрович
Пётр Александрович Фёдоров (3 (15) января 1878, Кронштадт—27 октября 1942, Париж) — инженер-механик флота, генерал-майор Корпуса инженер-механиков флота, участник Русско-японской и Первой мировой войн, Георгиевский кавалер, иконописец.

## Биография
Пётр Александрович Фёдоров родился 3 (15) января 1878 год в Кронштадте, в семье морского офицера полковника Александра Моисеевича Фёдорова и его жены Александры Александровны. В 1886 году окончил 2-й Кадетский корпус.

### Учёба и первые годы службы
В 1896 году поступил в Морское инженерное училище Императора Николая I в Кронштадте. Во время учёбы в училище находился в практических плаваниях на канонерских лодках «Град» и «Дождь» (1897), «Снег» (1898), учебном судне «Стрелок» (1899), мореходной канонерской лодке «Грозящий» (1900). В 1901 году, после окончания училища, произведён в младшие инженер-механики и назначен на броненосный крейсер «Князь Пожарский». В 1901—1903 годах служил младшим судовым механиком, заведующим гидравлическими приборами на эскадренном броненосце «Император Николай I», а затем трюмным механиком на мореходной канонерской лодке «Храбрый», на которых участвовал в заграничном плавании.

### Участие в Русско-японской войне
С 1903 года служил трюмным механиком на эскадренном броненосце «Цесаревич», на котором в августе-ноябре совершил переход из Тулона на Дальний Восток. Участвовал в боевых действиях в ходе русско-японской войны. Благодаря умелым и решительным действиям Фёдорова и его подчинённых корабль был дважды спасён от затопления. В ночь с 26 на 27 января 1904 года, корабль стоявший на внешнем рейде был торпедирован японским миноносцем «Акацуки». Инженер-механик Фёдоров правильно организовал борьбу за живучесть броненосца, благодаря чему «Цесаревич» остался на плаву. По настоянию П. А. Фёдорова три его подчинённых унтер-офицера были награждены Георгиевскими крестами (обычно нижних чинов на кораблях тогда награждали «по жребию»), сам Фёдоров был награждён орденом Святого Станислава 3-й степени с бантом. Второй раз П. А. Фёдоров проявил героизм при спасении корабля в ходе попытки прорыва русской эскадры из Порт-Артура для соединения с основными силами флота во Владивостоке. Уже после окончания войны, практически по ходатайству офицеров корабля, Фёдоров был награждён орденом Святого Георгия IV степени (Высочайший Приказ от 18 августа 1911 года).

### В межвоенный период (1905—1914)
В 1905 году из младших инженер-механиков П. А. Фёдоров был переаттестован в поручики Корпуса инженер-механиков флота, а в 1906 году произведён в штабс-капитаны. В 1908 году — назначен старшим механиком эскадренного броненосца «Цесаревич», который после окончания русско-японской войны перешёл на Балтику и входил в состав «Гардемаринского отряда» флагманским кораблём.
В декабре 1908 года броненосец «Цесаревич» находился в Средиземном море. С 16 по 21 декабря Фёдоров принимал активное участие в спасательной операции, проведённой русскими моряками в разрушенном землетрясением городе Мессина (Сицилия). О событиях в Мессине Н. Ф. Рыбаков, бывший в те дни на «Цесаревиче» корабельным гардемарином, вспоминал:

«Спасательный отряд матросов, над которым меня назначили старшим, высадился на берег в первую смену. Начали разбирать завалы, спасать уцелевших людей. Это была очень опасная работа. Случалось, что остатки домов рушились, засыпая моряков. Так произошло, например, со старшим механиком нашего корабля, георгиевским кавалером, портартурцем, капитаном Петром Александровичем Фёдоровым. Он был заживо погребен, когда полз под едва уцелевшими сводами, самоотверженно спасая несчастных мессинцев. Работавший под его командой спасательный отряд машинистов бросился выручать своего командира. Матросы раскидали придавившие его груды камней и вызволили из беды, после того, как он около часа пробыл под землей»— Рыбаков Н.Ф. В те памятные дни.// Красная звезда. 1968. 28 дек.
Из представления командира линейного корабля «Цесаревич» командиру отряда контр-адмиралу В. Литвинову:

«…Старший механик вверенного мне корабля штабс-капитан Федоров при откапывании человека, засыпанного развалинами дома в Мессине, подвергал свою жизнь весьма серьезной опасности, самоотверженно пролезши в прорытую пещеру, и будучи засыпан обвалом, он спасся случайно только тем, что соседняя стена обвалилась в другую сторону. При обвале стены в сторону разрушенного дома, пещера в которой находился штабс-капитан Федоров не выдержала бы, и он был бы раздавлен. За такой самоотверженный и человеколюбивый поступок прошу ходатайства Вашего Превосходительства о награждении его медалью за спасение погибающих. Рейд г. Виго 11 февраля 1909 г. Командир линейного корабля „Цесаревич“ капитан 1 ранга Любимов».— Сирый С.П. Трагедия итальянского города Мессины и роль флота в оказании помощи пострадавшим.
Из рапорта командира Балтийского отряда контр-адмирала В. Литвинова Начальнику Главного морского штаба:

«…Прошу ходатайства Вашего Превосходительства о награждении старшего инженер механика корабля „Цесаревич“, штабс-капитана Фёдорова медалью „За спасение погибавших“ 4-й степени. Виго 13 февраля 1909 г. Начальник Балтийского отряда контр-адмирал В.Литвинов».— Сирый С.П. Трагедия итальянского города Мессины и роль флота в оказании помощи пострадавшим.
В 1909 году П. А. Фёдоров был произведён в капитаны за отличие и награждён российской медалью «За спасение погибавших», а в 1911 году — итальянской серебряной медалью «За оказание помощи пострадавшим во время бывшего в 1908 г. землетрясения в Сицилии и Калабрии».
В 1911 году Фёдоров, как Георгиевский кавалер, был введён в состав Георгиевской думы Императорского Военного ордена святого Георгия Победоносца. В 1912 году П. А. Фёдоров был произведён в подполковники Корпуса инженер-механиков флота за отличие, 28 марта 1913 года переименован в инженер-механики капитаны 2 ранга.

### Участие в Первой мировой войне и эмиграция
С началом Первой мировой войны назначен помощником флагманского инженер-механика штаба командующего флотом Балтийского моря. В 1915 году назначен флагманским инженер-механиком штаба
начальника 1-й бригады крейсеров Балтийского моря, 22 марта 1915 года произведён в инженер-механики капитаны I ранга за отличие.
В 1917 году был назначен флагманским инженер-механиком Минной обороны и произведён инженер-механики генерал-майоры. В октябре 1917 года был уволен из рядов флота и направлен на службу на Балтийский судостроительный завод (по механической части). В конце Гражданской войны находился вместе с семьёй в городе Николаеве. Работал начальником судостроительного завода «Ремсуд». Семья Фёдоровых планировала эмигрировать за границу, но случилось непредвиденное. Корабль вышел в море неожиданно для экипажа и членов семей офицеров. В этот момент П. А. Фёдоров был на корабле, а его жена Анна Сергеевна с четырьмя детьми оставалась в городе. Больше семья не соединилась... П. А. Фёдоров эмигрировал во Францию. С 1924 года жил в Париже (район Клиши) в коммуне российских офицеров флота. Был вице-председателем и казначеем Морского собрания в Париже.

## Творчество
Находясь в эмиграции П. А. Фёдоров обратился к живописи, иконографии и иконописи. Выполнял заказы для церквей и частных лиц. С 1927 года стал членом общества «Икона» в Париже. В 1933 году вошёл в Совет общества и стал старостой иконописной артели. Участвовал в ежегодных выставках иконописи, организованных обществом. Выступал с докладами и лекциями на заседаниях общества и в Объединении русских беженцев в Аньере, Бийанкуре, Клиши. Организовал и руководил иконописным кружком при Юношеском клубе Русского студенческого христианского движения (РСХД). Был признан одним из лучших иконописцев Русского Зарубежья и основоположников «парижской школы» иконописи. В декабре 1940 года на Рождественском благотворительном базаре в пользу нуждающихся граждан и семей тех, кто находится в плену, предоставил в распоряжение устроителей свои иконы. В 1947 году в Париже, уже после смерти Фёдорова, была опубликована его совместная работа с И. Шнейдером «Техника иконописи: Руководство к практическому изучению писания православных икон по приёмам первых иконописцев» (переиздана в 1955).
Наиболее известными и значимыми работам Фёдорова являются: 29 икон для двухъярусного иконостаса церкви Успенья Пресвятой Богородицы в Сент-Женевьев-де-Буа (1939, совместно с княжной Е. С. Львовой), нижний ряд иконостаса церкви преподобного Серафима Саровского в Париже, иконостас в Храме-памятнике Воскресения Христова на русском воинском кладбище в Мурмелоне (конец 1930-х; совместно с княжной Е. С. Львовой), иконы на памятнике-кресте в Соборе Александра Невского в Париже в память Царственных мучеников (1938), образ Александра Невского в храме священномученика Гермогена Московского в Марселе и иконы в церкви св. Александра Невского и пр. Серафима Саровского в Льеже (1934).
Умер Пётр Александрович Фёдоров 27 октября 1942 года. Похоронен на кладбище Сент-Женевьев-де-Буа.

## Награды
Российские:
- Орден Святого Станислава 3-й степени с мечами и бантом (1904);
- Орден Святой Анны 3-й степени с мечами и бантом (7 августа 1906);
- Орден Святого Станислава 2-й степени (6 декабря 1907);
- Орден Святого Георгия степени 4-й степени (18 августа 1911);
- Орден Святой Анны 2-й степени с мечами (21 марта 1916);
- Орден Святого Владимира 4-й степени;
- Медаль «В память русско-японской войны» (1906);
- Медаль «За спасение погибавших» (1909);
- Медаль «В память 300-летия царствования дома Романовых» (1913);
- Медаль «В память 200-летия морского сражения при Гангуте» (1915).

Иностранные:
- Офицерский крест Нишан-Ифтикар (1907, Тунис);
- Офицерский крест Аннамского Дракона (1909, Франция);
- Орден Князя Даниила I 3-й степени (1910, Черногория);
- Серебряная медаль «За спасение жителей Мессины 28 декабря 1908 года» (1911, Италия);
- Медаль «За храбрость» (1911, Черногория);
- Юбилейная медаль в память 50-летия Царствования князя Николая I (1919, Черногория)